# 푸젠진화반도체
푸젠진화반도체(晋华集成电路)는 중국이 D램 굴기를 위해 2016년에 푸젠성(福建省) 진장시(晉江)에 설립한 국영기업이다.

## 역사
2016년 56억 달러(6조 2500억원)을 들여 창립했다.
"중국 반도체 굴기의 삼두마차" 중에서 낸드플래시는 양쯔메모리테크놀로지스(YMTC), D램은 푸젠진화(서버용), CXMT(모바일용)이 이끌고 있다. 푸젠진화가 국영기업인데, CXMT는 민간기업이다.
2017년 12월, 마이크론 테크놀로지는 대만 반도체 업체 UMC와 푸젠진화를 기술도용 혐의로 미국 연방법원에 고소했다. 당시 마이크론은 자사의 직원 2명이 기술자료를 빼돌려 대만 UMC 경영진에게 넘겨줬고, UMC는 푸젠진화에 이 기술을 전수했다고 주장했다. 푸젠진화의 D램 생산을 총괄하는 인력들은 마이크론의 임원 출신이다.
2018년 1월, 푸젠진화가 마이크론 테크놀로지를 기술 침해를 이유로 푸저우 중급인민법원에 1억 9600만 위안 규모의 손해배상 소송을 제기했다.
2018년 10월 29일, 미국 상무부는 푸젠진화의 새로운 반도체 칩 생산 능력이 미국 군사 분야에 반도체를 공급하는 미국 업체들을 위협할 수 있다며, 상무부의 수출입금지명단에 등재한다고 밝혔다. 상무부의 수출입금지명단에 오르면 해당 기업에 대한 미국내 상품, 소프트웨어 및 기술 수출이 금지된다. 푸젠진화는 양쯔메모리테크놀로지컴퍼니, CXMT 등과 함께 중국의 3대 반도체 업체로 손꼽히며, 2019년부터 본격적인 메모리 반도체 양산에 들어갈 계획이었다. 반도체 제작에 쓰이는 핵심장비에는 미국산 제품의 수입이 반드시 필요하다.
푸젠진화는 대만 반도체 업체 UMC와 기술협력을 맺고 총 370억위안(약 6조 2000억원)을 투입해 메모리 D램 제조라인 1기를 구축해 왔다. 또 매달 6만개의 12인치 웨이퍼 생산을 목표로 하고 있으며, 이미 반도체 제조 설비를 도입했고, 2개월 후에 양산이 시작될 계획이었다.
2018년 10월 31일, 도현우 NH투자증권 연구원은 "미국 상무부가 중국 반도체 기업인 푸젠진화반도체와 거래를 전면 금지하고 나선 것에 대해 삼성전자, SK하이닉스 등에 매우 긍정적"이라고 분석했다.
2018년 11월 1일, 미국 반도체 대기업 마이크론 테크놀로지(Micron Technology)의 기업 비밀을 부정 입수하는 공모에 참여했다는 혐의로 미국 법무부는 중국 푸젠진화와 대만 UMC를 캘리포니아주 연방지방법원에 기소했다.
2019년 1월 7일, 대만 UMC가 푸젠진화 D램팀 인력 300명 중 140명을 전보조치 하려고 한다. 사업의 완전 철수로 업계는 인식하고 있다. 2018년 11월 1일 미국 법무부가 UMC를 기소하자, 푸젠진화와 협력을 일시중단하다고 발표했는데, 이번 조치는 영구적 사업포기로 해석된다. UMC는 대만 TSMC, 미국 글로벌파운드리에 이은 세계 3위 파운드리 업체인데, 파운드리 미국 수출에 피해가 생길까봐 취한 조치라고 한다. 파운드리 4위는 삼성전자이다.
2019년 1월 28일, 세계 1위 파운드리 업체 대만 TSMC의 웨이퍼 10만장에서 불량이 발생했다. 세계 1위 업체여서 판매량이 엄청나기 때문에, 매우 경미한 분량이라지만, 4위 삼성전자가 웃고 있다. 대만은 1위 TSMC와 3위 UMC가 있는데, 최근 화난 미국 정부로부터 UMC가 심각한 처벌 위협을 당했었다.
2019년 1월 삼성전자 주가가 한달 동안 19.3%(삼성전자 우선주 18.1%) 상승하며 2001년 이후 18년 만에 1월 증시 상승률 최고 기록을 갈아치웠다. 올해 저점을 기준으로 하면 상승률이 23.2%에 달한다. 1998년 1월 131.77% 상승, 2001년 1월 39.24% 상승에 이어 역대 3위 기록이다.

## 같이 보기
- 양쯔메모리테크놀로지컴퍼니
- CXMT